# Forum Deutscher Katholiken
 (juin 2012).
Si vous disposez d'ouvrages ou d'articles de référence ou si vous connaissez des sites web de qualité traitant du thème abordé ici, merci de compléter l'article en donnant les références utiles à sa vérifiabilité et en les liant à la section « Notes et références ».
Le Forum Deutscher Katholiken (Forum des catholiques allemands) est une association allemande reconnue légalement qui a été fondée à Fulda le 30 septembre 2000, par Hubert Gindert. Elle regroupe des laïcs catholiques[Information douteuse] et a pour but l'organisation de congrès et de séminaires pour le rayonnement de la foi catholique.

## Structure
Le Forum Deutscher Katholiken regroupe plusieurs institutions, associations et organismes, parmi lesquels on peut citer:
- Aktion Leben (Action pour la vie)
- Arbeitkreis Theologie und Katechese (Cercle de travail théologie et catéchèse)
- Christdemokraten für das Leben (CDL) (Chrétiens-démocrates pour la vie)
- Communauté de l'Emmanuel (Gemeinschaft Emmanuel)
- Deutsche Vereinigung für eine Christliche Kultur (Union allemande pour une culture chrétienne)
- Europäische Ärzteaktion (Action des médecins européens)
- Gustav-Siewerth-Akademie
- Initiativkreise katholischer Laien und Priester (Cercles d'initiative des laïcs et prêtres catholiques), pour les diocèses d'Augsbourg, de Bamberg, Dresde-Meissen, Limburg, Mayence, Münster, Ratisbonne, Rottenburg, Trèves et Spire
- Jugend 2000 (Jeunesse 2000)
- Katholische Pfadfinderschaft Europas (Guides et scouts catholiques d'Europe)
- Légion du Christ
- Ligue Marianiste
- Ordre Teutonique
- Paneuropa-Union
- Pro Conscientia
- Pro Kirche
- Stiftung Ja zum Leben (Fondation Oui pour la vie)
- Theologische Sommerakademie Dießen (Académie théologique d'été de Dießen)
- Totus Tuus (Medjugorje)
- Vaterhaus
- Verantwortung für die Familie (Responsabilité pour la famille)

## Membres défunts
On peut distinguer parmi les membres défunts du forum les personnalités suivantes : le cardinal Mayer, l'archiduc Otto de Habsbourg, le cardinal Scheffczyk, le comte Leo-Ferdinand Henckel von Donnersmarck, etc.

## Congrès
Le congrès de 2001 qui est dirigé par le prince zu Löwenstein-Wertheim a pour thème la joie dans la foi eta eu une grande résonance[réf. nécessaire]. Les congrès ont généralement lieu en partie à Fulda, en partie à Ratisbonne. Des cardinaux ou évêques de renom y sont souvent invités. Ainsi, celui de 2002 s'est clôturé par une messe célébrée par le cardinal Ratzinger.
Le congrès de 2006 a regroupé 1 800 participants.